# Alfaversie
Een alfaversie is in ontwikkeling zijnde software.
Het is meestal de eerste versie van software waar een beetje van de functionaliteit van de uiteindelijke versie in zit.
De alfaversie is genoemd naar de alfa, de eerste letter van het Griekse alfabet. De versie die (soms) uitkomt voor de alfaversie wordt prealfaversie genoemd, de versie na de alfaversie heet de bètaversie. Als er na de bètaversie nog een versie komt vóór de definitieve versie, dan wordt die soms de preview- of RC-versie genoemd. Soms wordt er ook gebruikgemaakt van RTM-versies (versies die volgen na de RC's).
Alfaversie-software is nog niet stabiel genoeg om in productie genomen te worden. De alfaversie wordt vaak verspreid onder een selecte groep van gebruikers voor een gebruikerstest. Bij alfaversies zijn crashes vaak voorkomende fouten.
Fases: Alfaversie · Bètaversie · Release candidate (RC) · Release to manufacture (RTM) · Stabiele versie · Onderhoudsversie (legacy)
Begrippen: Upgrade · Update · Patch · Service pack